# Rhynchobatus luebberti
Rhynchobatus luebberti är en rockeart som beskrevs av Ehrenbaum 1915. Rhynchobatus luebberti ingår i släktet Rhynchobatus och familjen Rhinobatidae. IUCN kategoriserar arten globalt som starkt hotad. Inga underarter finns listade i Catalogue of Life.